# A Division 1939-1940 (Irlanda)
La stagione 1939-1940 è stata la diciannovesima edizione della League of Ireland, massimo livello del campionato di calcio irlandese.

## Classifica finale
|  | Pos. | Squadra          | Pt | G  | V  | N | P  | GF | GS | DR  |
|  | ---- | ---------------- | -- | -- | -- | - | -- | -- | -- | --- |
|  | 1.   | St. James's Gate | 36 | 22 | 17 | 2 | 3  | 63 | 27 | +36 |
|  | 2.   | Shamrock Rovers  | 30 | 22 | 13 | 4 | 5  | 51 | 39 | +12 |
|  | 3.   | Shelbourne       | 28 | 22 | 12 | 4 | 6  | 60 | 44 | +16 |
|  | 4.   | Dundalk          | 25 | 22 | 11 | 3 | 8  | 45 | 36 | +9  |
|  | 5.   | Cork Utd         | 25 | 22 | 11 | 3 | 8  | 40 | 34 | +6  |
|  | 6.   | Drumcondra       | 25 | 22 | 10 | 5 | 7  | 49 | 45 | +4  |
|  | 7.   | Shelbourne       | 20 | 22 | 6  | 8 | 8  | 41 | 39 | +2  |
|  | 8.   | Bohemians        | 18 | 22 | 7  | 4 | 11 | 36 | 46 | -10 |
|  | 9.   | Bray Unknowns    | 17 | 22 | 8  | 1 | 13 | 49 | 52 | -3  |
|  | 10.  | Brideville       | 17 | 22 | 6  | 5 | 11 | 39 | 49 | -10 |
|  | 10.  | Waterford        | 16 | 22 | 6  | 4 | 12 | 44 | 54 | -10 |
|  | 12.  | Limerick         | 7  | 22 | 1  | 5 | 16 | 23 | 75 | -52 |

Legenda:

         Campione d'Irlanda 1939-1940
         Ritirata
Note:
Due punti a vittoria, uno a pareggio, zero a sconfitta.

## Statistiche

### Primati stagionali
| Record - Maggior numero di vittorie: St. James's Gate (17) - Minor numero di sconfitte: St. James's Gate (3) - Miglior attacco: St. James's Gate (63) - Miglior difesa: St. James's Gate (27) - Miglior differenza reti: St. James's Gate (+36) - Maggior numero di pareggi: Shelbourne (8) - Minor numero di vittorie: Limerick (1) - Maggior numero di sconfitte: Sligo Rovers (18) - Peggiore attacco: Limerick (23) - Peggior difesa: Limerick (75) - Peggior differenza reti: Limerick (-52) |